# Merostachys claussennii
La  Merostachys claussennii , també citada com a Merostachys clausennii, és una espècie de bambú, del gènere Merostachys de la família de les poàcies, ordre de les poals, subclasse Commelinidae, classe Liliopsida, divisió Magnoliophyta. La seva primera descripció taxonòmica fou del militar i naturalista anglès William Munro (A monograph of the Bambusaceae, article a Transactions of the Linnean Society 26,1868).
És endèmica de diversos països americans, com el Brasil, el Paraguai, Uruguai i Argentina, i hom l'anomena vulgarment Taquarí (Brasil), Tacuapí (Argentina) o tacuara mansa (a no confondre amb les tacuares pertanyents al gènere Guadua). S'usa en la construcció, i els aborígens també l'empren en l'artesania.
Creix fins a uns 5 a 7 metres d'alçada. La seva tija és buida de dins, i la planta es torna fràgil en assecar-se. Com en molts altres bambús, el seu cicle de floració és llarg, de trenta a quaranta anys; la darrera floració observada en el Parc nacional d'Iguazú va ser en el 2003-2004.

## Varietats
- Merostachys1 claussenii "claussenii"
- Merostachys claussenii "mollior", també anomenada Merostachys burchellii